# 7,7 cm FK 96
Il cannone da campagna 7,7 cm Feldkanone M. 96, abbreviato in FK 96, era un pezzo di artiglieria campale da 77 mm sviluppato dall'Esercito tedesco ed entrato in servizio nel 1896.

## Storia
Il FK 96 fu realizzato nel 1896 dalla Krupp come sostituto dei 9 cm FK 73/88 e del FK 73/91. Il pezzo, di disegno totalmente convenzionale, venne assegnato alle batterie campali delle divisioni di prima linea, venendo ritenuto soddisfacente nel suo ruolo.
Nell'ambito degli aiuti militari inviati, più o meno clandestinamente, dell'Africa Tedesca del Sud-Ovest alla Repubblica del Transvaal durante la seconda guerra boera, un numero imprecisato di pezzi FK 96 venne impiegato dai boeri, alcuni anche con scudature artigianali.
Nel 1901 i francesi sperimentarono nella guerra dei Boxer il loro rivoluzionario 75 mm Mle. 1897; grazie al suo moderno sistema di rinculo idropneumatico, il "Deport" aveva caratteristiche tecniche e balistiche nettamente superiori a ogni altro pezzo d'artiglieria al mondo, sia per precisione che soprattutto per cadenza di tiro (20-30 colpi al minuto, ovvero il triplo del FK 96).
I militari tedeschi quindi divennero coscienti improvvisamente che il loro cannone campale più moderno, il FK 96, appena introdotto in servizio, era già del tutto superato e assolutamente non in grado di competere con il cannone francese. Lo stato maggiore tedesco predispose quindi un piano d'emergenza che prevedeva un radicale miglioramento del FK 96 con l'introduzione di una serie di innovazioni tecnologiche per renderlo adeguato a competere con il cannone campale francese. In realtà del vecchio cannone veniva conservata solo la canna, che veniva incavalcata su un affusto a deformazione scudato. Il risultato fu il 7,7 cm FK 96 nA (neuer Art, "nuova progettazione"), immesso in servizio dal 1904, che costituì il principale cannone da campagna tedesco nei primi tre anni della Grande Guerra.
Tuttavia la trasformazione non venne completata e gli FK 96 originali vennero ridenominati 'FK 96 aA (alte Art, "vecchia progettazione"), comunque impiegati in battaglia soprattutto nella campagna dell'Africa Occidentale ed in quella del Sud-Ovest.

## Tecnica
La canna è in acciaio, lunga 2 080 mm,  aveva un otturatore a cuneo orizzontale a due manovre, portante anche l'estrattore del bossolo spento ed il sistema di sparo. Questa bocca da fuoco era imperniata su un affustino, sul quale brandeggiava di 4° a sinistra ed altrettanti a destra. L'affustino, munito di orecchioni, era incavalcato su un affusto a ruote di tipo rigido in acciaio, con ruote a razze di legno e coda unica con timone; pur essendo privo di freno di sparo idraulico, per ridurre il rinculo, era munito di un freno a fune e di un vomero. Il freno a fune era costituito da una fune collegata al mozzo delle ruote; quando il cannone rinculava sulle ruote, la fune mandava in tensione un freno a pattino, riducendo la corsa retrograda dell'affusto. Il vomero, normalmente ripiegato sulla coda, quando utilizzato riduceva si il rinculo ma causava un impennamento del pezzo; quindi poteva essere utilizzato solo con angolo di tiro in azimuth pari a zero, poiché altrimenti il cannone poteva ribaltarsi su un fianco. Per il traino il pezzo veniva agganciato ad un avantreno; il peso totale del complesso in configurazione di marcia era di 1 728 kg.
Il sistema di puntamento, con linea di mira disassata sul lato destro della canna, includeva un clinometro che non necessitava di essere rimosso durante il fuoco. L'elevazione, da -12° a +15°, era ottenuta tramite un vitone posto sotto alla culatta, azionato da un volantino sull'affusto, così come l'azimuth. Essendo l'affusto rigido e rinculante, non era previsto lo scudo, in quanto i serventi non potevano rimanere dietro al pezzo durante lo sparo; tuttavia i boeri installarono su alcuni pezzi una scudatura, con ampia fenestratura per permettere l'allineamento manuale del pezzo.
Il munizionamento era del tipo a cartoccio-bossolo: le granate, caricate ad acido picrico, erano munite di una corona di forzamento in rame; la carica di lancio separata era contenuta in un bossolo metallico.